# Pollone
Pollone ist eine italienische Gemeinde mit 1958 Einwohnern (Stand 31. Dezember 2024) in der Provinz Biella (BI), Region Piemont.
Die Nachbargemeinden sind Biella, Fontainemore, Lillianes, Occhieppo Superiore und Sordevolo.

## Geographie
Das Gemeindegebiet umfasst eine Fläche von 16 km².

## Sehenswürdigkeiten
Eine große Touristenattraktion ist der Naturpark Burcina, der zum Teil bereits im 19. Jahrhundert angelegt wurde und 1935 durch die Gemeinde Biella erweitert wurde.

## Bevölkerung

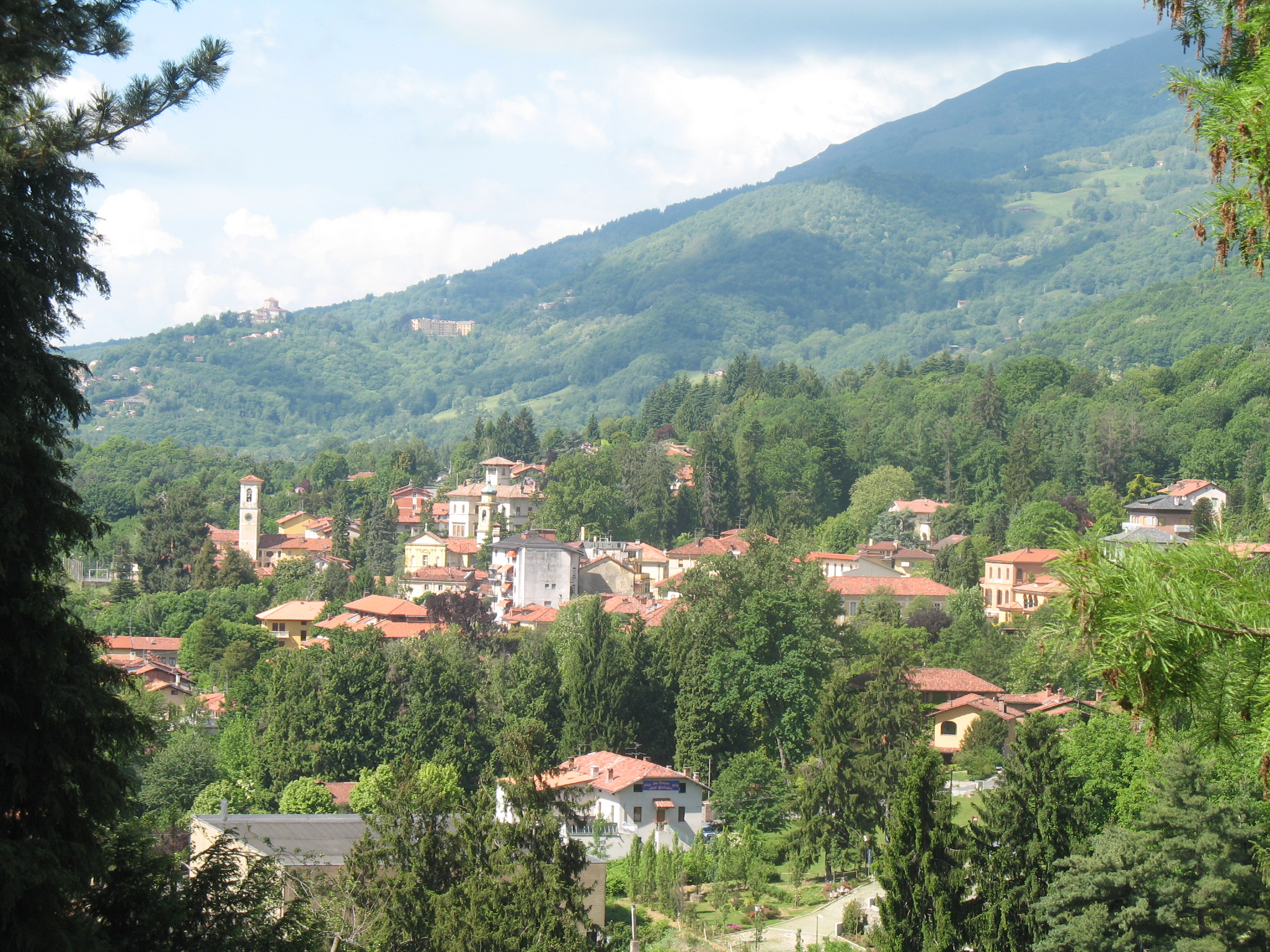
Ansicht von Pollone

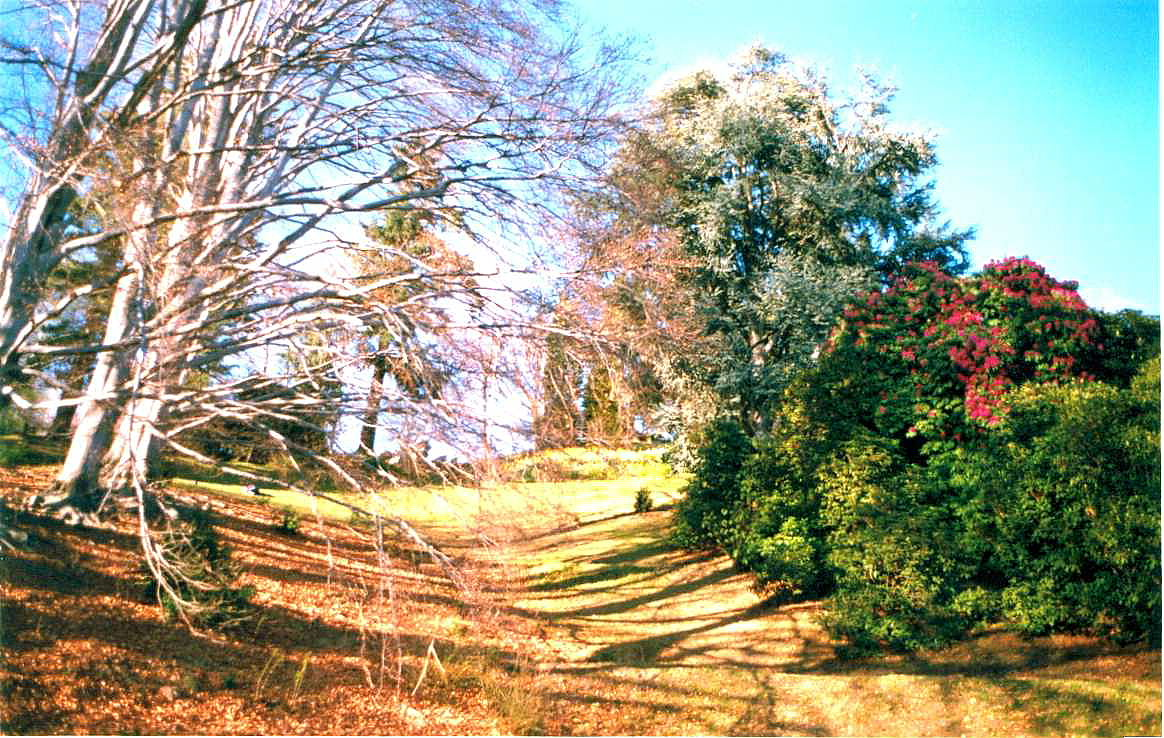
Der Park Burcina